# US Open 2006 (tennis)
De 126e editie van het Amerikaanse grandslamtoernooi, het US Open 2006, werd gehouden van 28 augustus tot en met 10 september 2006. Voor de vrouwen was het de 120e editie. Het toernooi werd gespeeld op het terrein van het USTA Billie Jean King National Tennis Center, gelegen in Flushing Meadows in het stadsdeel Queens in New York.
Het tenniscomplex in Flushing Meadows werd bij het begin van dit evenement hernoemd tot "USTA Billie Jean King National Tennis Center", als eerbetoon aan Billie Jean King, de Amerikaanse tennisspeelster die in totaal 39 grandslamtitels won in enkel- en dubbelspel tussen 1961 en 1981.
Winnaars in het enkelspel werden de Zwitser Roger Federer bij de mannen en de Russin Maria Sjarapova bij de vrouwen. Federer versloeg in de finale de Amerikaan Andy Roddick in vier sets. Sjarapova versloeg de Belgische Justine Henin-Hardenne in twee sets. Zowel Federer als Henin-Hardenne bereikten in 2006 de finale in alle vier de grandslamtoernooien; Henin-Hardenne kon er daarvan één winnen (Roland Garros), terwijl Federer er drie won en enkel verloor op Roland Garros. Federer won ook drie jaar na elkaar zowel Wimbledon als de US Open, iets wat nog nooit eerder was gepresteerd.
Het US Open 2006 betekende ook het afscheid van twee levende legenden in de tennissport: voor de 36-jarige Amerikaan Andre Agassi was dit zijn laatste officiële toernooi. Hij kwam tot in de derde ronde; na zeges tegen de Roemeen Andrei Pavel en de Cyprioot Marcos Baghdatis verloor hij van de Duitser Benjamin Becker. Ook de 49-jarige Martina Navrátilová speelde haar laatste toernooi, en nam afscheid in stijl: samen met de Amerikaan Bob Bryan won zij het gemengd dubbelspel, haar 59e grandslamtitel.
Het toernooi van 2006 trok 659.538 toeschouwers.

## Belangrijkste uitslagen

### Volwassenen
Mannenenkelspel

Finale: Roger Federer (Zwitserland) won van Andy Roddick (VS) met 6-2, 4-6, 7-5, 6-1
Vrouwenenkelspel

Finale: Maria Sjarapova (Rusland) won van Justine Henin-Hardenne (België) met 6-4, 6-4
Mannendubbelspel

Finale: Martin Damm (Tsjechië) en Leander Paes (India) wonnen van Jonas Björkman (Zweden) en Maks Mirni (Wit-Rusland) met 6-7, 6-4, 6-3
Vrouwendubbelspel

Finale: Nathalie Dechy (Frankrijk) en Vera Zvonarjova (Rusland) wonnen van Dinara Safina (Rusland) en Katarina Srebotnik (Slovenië) met 7-6, 7-5
Gemengd dubbelspel

Finale: Martina Navrátilová (VS) en Bob Bryan (VS) wonnen van Květa Peschke (Tsjechië) en Martin Damm (Tsjechië) met 6-2, 6-3

### Junioren
Meisjesenkelspel

Finale: Anastasija Pavljoetsjenkova (Rusland) won van Tamira Paszek (Oostenrijk) met 3-6, 6-4, 7-5
Meisjesdubbelspel

Finale: Mihaela Buzărnescu (Roemenië) en Ioana Raluca Olaru (Roemenië) wonnen van Sharon Fichman (Canada) en Anastasija Pavljoetsjenkova (Rusland) met 7-5, 6-2
Jongensenkelspel

Finale: Dušan Lojda (Tsjechië) won van Peter Polansky (Canada) met 7-6, 6-3
Jongensdubbelspel

Finale: Jamie Hunt (VS) en Nathaniel Schnugg (VS) wonnen van Jarmere Jenkins (VS) en Austin Krajicek (VS) met 6-3, 6-3

### Rolstoeltennis
Mannenenkelspel

Finale: Robin Ammerlaan (Nederland) won van Michaël Jérémiasz (Frankrijk) met 6-7, 6-3, 7-5
Vrouwenenkelspel

Finale: Esther Vergeer (Nederland) won van Sharon Walraven (Nederland) met 6-1, 6-2
Mannendubbelspel

Finale: Robin Ammerlaan (Nederland) en Michaël Jérémiasz (Frankrijk) wonnen van Shingo Kunieda (Japan) en Tadeusz Kruszelnicki (Polen)  met 7–6(2), 6–1
Vrouwendubbelspel

Finale: Jiske Griffioen (Nederland) en Esther Vergeer (Nederland) wonnen van Korie Homan (Nederland) en Maaike Smit (Nederland) met 6–4, 6–4

## Resultaten van de Belgen

### Mannenenkelspel
- Xavier Malisse:
  - 1e ronde: won van Jarkko Nieminen  6-4 7-5 6-2
  - 2e ronde: won van Björn Phau  6-3 6-0 6-2
  - 3e ronde: verloor van Jiří Novák  6-7 6-3 6-4 6-4
- Christophe Rochus:
  - 1e ronde: verloor van Marc Giquel  6-3 6-3 6-4
- Olivier Rochus:
  - 26e reekshoofd
  - 1e ronde: won van Olivier Patience  6-0 6-2 6-2
  - 2e ronde: won van Ryan Sweeting  6-2 3-6 4-6 6-4 6-0
  - 3e ronde: verloor van Marat Safin  6-3 6-2 6-3
- Kristof Vliegen:
  - 32e reekshoofd
  - 1e ronde: verloor van Łukasz Kubot  2-6 6-1 6-4 1-6 6-3

### Vrouwenenkelspel
- Kirsten Flipkens:
  - 1e ronde: won van Chan Yung-jan  6-4 6-2
  - 2e ronde: verloor van Jelena Janković  6-2 6-3
- Justine Henin-Hardenne:
  - 2e reekshoofd
  - 1e ronde: won van Maria Elena Camerin  6-2 6-1
  - 2e ronde: won van Vania King  6-1 6-2
  - 3e ronde: won van Ai Sugiyama  4-6 6-1 6-0
  - 4e ronde: won van Shahar Peer  6-1 6-0
  - kwartfinale: won van Lindsay Davenport  6-4 6-4
  - halve finale: won van Jelena Janković  4-6 6-4 6-0
  - finale: verloor van Maria Sjarapova  6-4 6-4

### Mannendubbelspel
- Xavier Malisse en Mahesh Bhupathi :
  - 1e ronde: verloren van Leoš Friedl  en Michail Joezjny  6-4 6-4
- Olivier Rochus en Kristof Vliegen:
  - 1e ronde: wonnen van José Acasuso  en Sebastián Prieto  6-3 6-4
  - 2e ronde: wonnen van David Ferrer  en Fernando Vicente  6-1 6-3
  - 3e ronde: verloren van Fabrice Santoro  en Nenad Zimonjić  7-6 4-6 7-6
- Christophe Rochus en Feliciano López :
  - 1e ronde: verloren van Wayne Arthurs  en Justin Gimelstob  6-3 6-4

## Resultaten van de Nederlanders

### Mannenenkelspel
- Raemon Sluiter:
  - 1e ronde: won van Wayne Odesnik  6-4 6-4 7-5
  - 2e ronde: verloor van Tommy Haas  6-4 6-2 6-3

### Vrouwenenkelspel
- Michaëlla Krajicek:
  - 1e ronde: verloor van Maria Sjarapova  6-3 6-0

### Mannendubbelspel
- Rogier Wassen en Jeff Coetzee :
  - 1e ronde: wonnen van Rubén Ramírez Hidalgo  en Albert Montañés  6-1 6-3
  - 2e ronde: verloren van Jonathan Erlich  en Andy Ram  6-3 3-6 6-2

### Vrouwendubbelspel
- Michaëlla Krajicek en Corina Morariu :
  - 1e ronde: wonnen van Lindsay Burdette  en Mallory Burdette  6-4 6-4
  - 2e ronde: verloren van Martina Navrátilová  en Nadja Petrova  6-2 6-1

### Gemengd dubbelspel
- Michaëlla Krajicek en Lukáš Dlouhý :
  - 1e ronde: wonnen van eerste reekshoofd Lisa Raymond  en Jonas Björkman  7-5, 6-1
  - 2e ronde: verloren van Anabel Medina Garrigues  en Sebastián Prieto  7-6, 6-2
- Rogier Wassen en Andreea Ehritt-Vanc :
  - 1e ronde: verloren van Julian Knowle  en Sun Tiantian  6-4, 7-6

1881 · 1882 · 1883 · 1884 · 1885 · 1886 · 1887 · 1888 · 1889 · 1890 · 1891 · 1892 · 1893 · 1894 · 1895 · 1896 · 1897 · 1898 · 1899 · 1900 · 1901 · 1902 · 1903 · 1904 · 1905 · 1906 · 1907 · 1908 · 1909 · 1910 · 1911 · 1912 · 1913 · 1914 · 1915 · 1916 · 1917 · 1918 · 1919 · 1920 · 1921 · 1922 · 1923 · 1924 · 1925 · 1926 · 1927 · 1928 · 1929 · 1930 · 1931 · 1932 · 1933 · 1934 · 1935 · 1936 · 1937 · 1938 · 1939 · 1940 · 1941 · 1942 · 1943 · 1944 · 1945 · 1946 · 1947 · 1948 · 1949 · 1950 · 1951 · 1952 · 1953 · 1954 · 1955 · 1956 · 1957 · 1958 · 1959 · 1960 · 1961 · 1962 · 1963 · 1964 · 1965 · 1966 · 1967
↓ open tijdperk ↓
1968 (m-v-md-vd-gd) ·
1969 (m-v-md-vd-gd) ·
1970 (m-v-md-vd-gd) ·
1971 (m-v-md-vd-gd) ·
1972 (m-v-md-vd-gd) ·
1973 (m-v-md-vd-gd) ·
1974 (m-v-md-vd-gd) ·
1975 (m-v-md-vd-gd) ·
1976 (m-v-md-vd-gd) ·
1977 (m-v-md-vd-gd) ·
1978 (m-v-md-vd-gd) ·
1979 (m-v-md-vd-gd) ·
1980 (m-v-md-vd-gd) ·
1981 (m-v-md-vd-gd) ·
1982 (m-v-md-vd-gd) ·
1983 (m-v-md-vd-gd) ·
1984 (m-v-md-vd-gd) ·
1985 (m-v-md-vd-gd) ·
1986 (m-v-md-vd-gd) ·
1987 (m-v-md-vd-gd) ·
1988 (m-v-md-vd-gd) ·
1989 (m-v-md-vd-gd) ·
1990 (m-v-md-vd-gd) ·
1991 (m-v-md-vd-gd) ·
1992 (m-v-md-vd-gd) ·
1993 (m-v-md-vd-gd) ·
1994 (m-v-md-vd-gd) ·
1995 (m-v-md-vd-gd) ·
1996 (m-v-md-vd-gd) ·
1997 (m-v-md-vd-gd) ·
1998 (m-v-md-vd-gd) ·
1999 (m-v-md-vd-gd) ·
2000 (m-v-md-vd-gd) ·
2001 (m-v-md-vd-gd) ·
2002 (m-v-md-vd-gd) ·
2003 (m-v-md-vd-gd) ·
2004 (m-v-md-vd-gd) ·
2005 (m-v-md-vd-gd) ·
2006 (m-v-md-vd-gd) ·
2007 (m-v-md-vd-gd) ·
2008 (m-v-md-vd-gd) ·
2009 (m-v-md-vd-gd) ·
2010 (m-v-md-vd-gd) ·
2011 (m-v-md-vd-gd) ·
2012 (m-v-md-vd-gd) ·
2013 (m-v-md-vd-gd) ·
2014 (m-v-md-vd-gd) ·
2015 (m-v-md-vd-gd) ·
2016 (m-v-md-vd-gd) ·
2017 (m-v-md-vd-gd) ·
2018 (m-v-md-vd-gd) ·
2019 (m-v-md-vd-gd) ·
2020 (m-v-md-vd) ·
2021 (m-v-md-vd-gd) ·
2022 (m-v-md-vd-gd) ·
2023 (m-v-md-vd-gd)  ·
2024 (m-v-md-vd-gd)
Lijst van US Openwinnaars